# Patelloida corticata
Patelloida corticata es una especie de molusco gasterópodo de la familia Lottiidae.

## Distribución geográfica

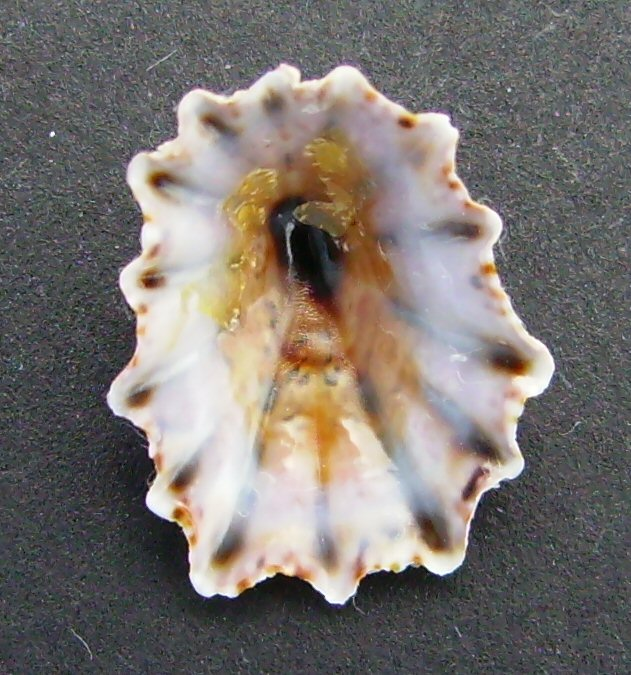
Ventral view of the shell of Patelloida corticata.

Se encuentra  en Nueva Zelanda.